# Furutaka
Furutaka (jap. 古鷹重巡洋艦  Furutaka jūjun'yōkan) – japoński ciężki krążownik z okresu II wojny światowej. Wraz z bliźniaczą jednostką „Kako” należał do pierwszych ciężkich krążowników japońskich zbudowanych po ratyfikacji traktatu waszyngtońskiego w 1922.

## Historia
Budowę okrętu zatwierdzono w marcu 1922, a położenie stępki miało miejsce 5 grudnia 1922 w stoczni Mitsubishi Shipyards w Nagasaki. Jednostka weszła do służby 31 marca 1926. W kwietniu 1939 okręt został poddany modernizacji.
W czasie gdy przeprowadzany był atak na Pearl Harbor „Furutaka” wraz z grupą okrętów wspierał inwazję na Guam, a następnie 23 grudnia 1941 wspomagał atak na wyspę Wake. Okręt osłaniał desanty na Wyspy Salomona i Nową Gwineę. Brał udział w bitwie na Morzu Koralowym w maju 1942.
9 sierpnia wziął udział w bitwie koło wyspy Savo, gdzie uszkodził amerykański krążownik USS „Astoria” i USS „Vincennes”, a także wziął udział w zatopieniu USS „Quincy” i HMAS „Canberra”. Podczas bitwy „Furutaka” nie został uszkodzony. 12 września amerykański okręt podwodny USS „S-47” wystrzelił w kierunku japońskiego krążownika torpedy jednak żadna z nich nie trafiła. 12 października 1942 w czasie bitwy koło przylądka Ésperance został wielokrotnie trafiony pociskami wystrzelonymi przez amerykańskie ciężkie krążowniki i niszczyciel USS „Duncan”. Japoński krążownik po trafieniu 90 pociskami artyleryjskimi i jedną torpedą zatonął. 514 rozbitków zostało uratowanych przez japońskie okręty, 115 wzięli do niewoli Amerykanie.